# Mandoli
Mandoli es una ciudad censal situada en el distrito de Delhi noreste,  en el territorio de la capital nacional,  Delhi (India). Su población es de 120417 habitantes (2011). 

## Demografía
Según el censo de 2011 la población de Mandoli era de 120417 habitantes, de los cuales 64159 eran hombres y 56258 eran mujeres. Mandoli tiene una tasa media de alfabetización del 81,67%, inferior a la media estatal del 86,21%: la alfabetización masculina es del 88,76%, y la alfabetización femenina del 73,55%.